# Französisches Polarinstitut Paul-Émile-Victor

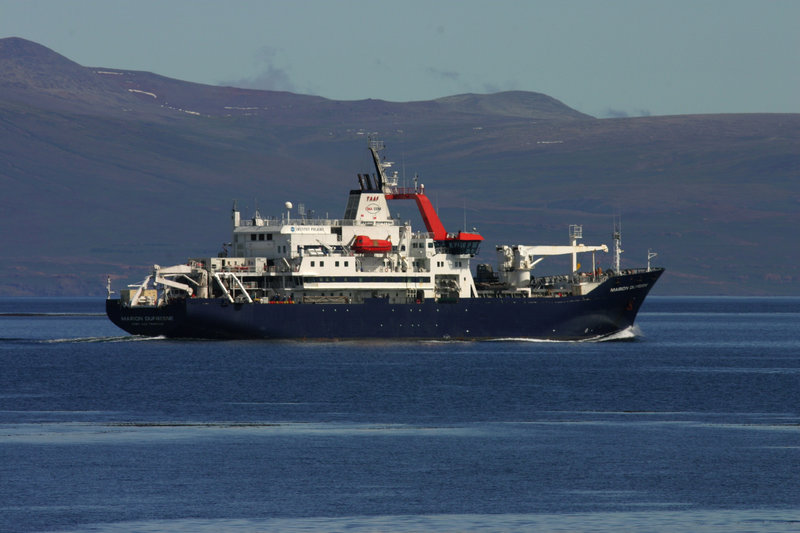
Marion Dufresne II

Das Französische Polarinstitut Paul Emile Victor (französisch Institut polaire français Paul Emile Victor, IPEV), Nachfolger des Institut Français pour la Recherche et la Technologie Polaires (IFTRP), ist ein Zusammenschluss von neun öffentlichen und halböffentlichen französischen Organisationen zum Zwecke der Polarforschung. Hauptgeldgeber ist das französische Forschungsministerium.
Die Gründung erfolgte im Januar 1992.
2018 betrug das Budget 28 Mio. €. Zwei Drittel der etwa 50 ständigen Mitarbeiter in Brest am Hauptsitz des IPEV in der Bretagne stellt das Centre national de la recherche scientifique (CNRS).
Der Namensgeber, der 1995 verstorbene Paul-Émile Victor, war ein führender französischer Polarforscher und Ethnologe.
Dem IPEV stehen drei Forschungsschiffe, Marion Dufresne, La curieuse und L’Astrolabe und Stationen in Arktis, Antarktis sowie Subantarktis zur Verfügung.
Die wichtigste Antarktisforschungsstation des IPEV ist die gemeinsam mit Italien betriebene Station Dome Concordia, die isolierteste Forschungsstation der Antarktis überhaupt auf dem ostantarktischen Plateau, mit einer Sommerbesetzung von 55 und einer Winterbesetzung von 15 Personen. Auf dem Landweg wird sie über die französische Ganzjahresküstenstation Dumont-d’Urville versorgt, auf dem Luftweg über die italienische Küstenstation Mario Zucchelli.

## Träger
- Ministère Délégué à la Recherche et aux Nouvelles Technologies
- Ministère des Affaires Etrangères
- Centre national de la recherche scientifique (CNRS)
- Commissariat à l’énergie atomique et aux énergies alternatives (CEA)
- Französische Süd- und Antarktisgebiete
- Institut français de recherche pour l’exploitation de la mer (Ifremer)
- Météo-France
- Centre national d’études spatiales (CNES)
- Expéditions polaires françaises